# يارون شاني
يارون شاني (بالعبرية: ירון שני‏) (و. 1973  م) هو مخرج أفلام، وكاتب سيناريو، ومونتير إسرائيلي، ولد في تل أبيب.

## التعليم
تعلم في جامعة تل أبيب
.

## جوائز وترشيحات
حصل على جوائز منها:

جائزة ساثرلاند ‏، عن عمل: عجمي (2009)
ترشح لـ:
- جائزة الأوسكار لأفضل فيلم بلغة أجنبية، عن عمل: عجمي (2009)
- European Film Award for European Discovery of the Year [الإنجليزية]‏، عن عمل: عجمي (2009).

## وصلات خارجية
- يارون شاني على موقع IMDb (الإنجليزية)
- يارون شاني على موقع ألو سيني (الفرنسية)
- يارون شاني على موقع أول موفي (الإنجليزية)
- يارون شاني على موقع قاعدة بيانات الأفلام السويدية (السويدية)
- يارون شاني على موقع قاعدة بيانات الفيلم (الإنجليزية)
- يارون شاني على موقع كينوبويسك (الروسية)